# Regierung Bratteli I
Die norwegische Regierung Bratteli I bestand vom 17. März 1971 bis zum 18. Oktober 1972 und wurde von Ministerpräsident Trygve Bratteli (Arbeiderpartiet) geführt. Sie folgte auf die Regierung Borten und wurde von der Regierung Korvald abgelöst. Der Regierung gehörten ausschließlich Minister der Arbeiderpartiet (Ap) an.

## Minister
| Ressort                   | Minister               | Partei          |
| ------------------------- | ---------------------- | --------------- |
| Ministerpräsident         | Trygve Bratteli        | Arbeiderpartiet |
| Äußeres                   | Andreas Zeier Cappelen | Arbeiderpartiet |
| Verteidigung              | Alv Jakob Fostervoll   | Arbeiderpartiet |
| Industrie                 | Finn Lied              | Arbeiderpartiet |
| Finanzen und Zölle        | Ragnar Christiansen    | Arbeiderpartiet |
| Löhne und Preise          | Olav Gjærevoll         | Arbeiderpartiet |
| Kommunen und Arbeit       | Odvar Nordli           | Arbeiderpartiet |
| Soziales                  | Odd Højdahl            | Arbeiderpartiet |
| Verkehr und Kommunikation | Reiulf Steen           | Arbeiderpartiet |
| Handel und Schifffahrt    | Per Kleppe             | Arbeiderpartiet |
| Fischerei                 | Knut Hoem              | Arbeiderpartiet |
| Landwirtschaft            | Thorstein Treholt      | Arbeiderpartiet |
| Justiz und Polizei        | Oddvar Berrefjord      | Arbeiderpartiet |
| Familien und Verbraucher  | Inger Louise Valle     | Arbeiderpartiet |
| Kirchen und Unterricht    | Bjartmar Gjerde        | Arbeiderpartiet |